# Збрахлін (Александровський повіт)
Збрахлін (пол. Zbrachlin) — село в Польщі, у гміні Ваґанець Александровського повіту Куявсько-Поморського воєводства.
Населення — 291 особа (2011).
У 1975-1998 роках село належало до Влоцлавського воєводства.

## Демографія
Демографічна структура станом на 31 березня 2011 року:
|          | Загалом | Допрацездатний вік | Працездатний вік | Постпрацездатний вік |
| -------- | ------- | ------------------ | ---------------- | -------------------- |
| Чоловіки | 146     | 36                 | 98               | 12                   |
| Жінки    | 145     | 27                 | 86               | 32                   |
| Разом    | 291     | 63                 | 184              | 44                   |